# Petro Demtschuk
Petro Iwanowytsch Demtschuk (ukrainisch Петро Іванович Демчук, * 11. Juni 1900 in Horodenka, Galizien, Österreich-Ungarn; † 3. November 1937 in Sandarmoch, Karelische ASSR, Sowjetunion) war ein ukrainisch-sowjetischer Philosoph.

## Leben
Demczuk studierte Jura in Wien. 1924 zog er nach Charkiw. 1927 machte er seinen Abschluss in Philosophie am Institut für Marxismus-Leninismus. Er leitete danach die Abteilung für dialektischen und historischen Materialismus am Charkiwer Institut für Sowjetischen Aufbau und Recht. Er wurde während der Stalinschen Säuberungen verhaftet und während einer Massenexekution von Häftlingen anlässlich des 20. Jahrestages der Oktoberrevolution von 1917 in Sandarmoch, Karelien, erschossen.
Er war korrespondierendes Mitglied der Ukrainischen Akademie der Wissenschaften.

## Veröffentlichungen
- 1929 in Rote Fahne[3]
- 1930 in Der Rote Aufbau[4]